# Hundsjön, Härjedalen
Hundsjön är en sjö i Härjedalens kommun i Härjedalen och ingår i Ljusnans huvudavrinningsområde. Sjön är 26,1 meter djup, har en yta på 5,09 kvadratkilometer och är belägen 428,1 meter över havet. Sjön avvattnas av vattendraget Hundsjöån.

## Delavrinningsområde
Hundsjön ingår i det delavrinningsområde (686604-143171) som SMHI kallar för Utloppet av Hundsjön. Medelhöjden är 471 meter över havet och ytan är 17,81 kvadratkilometer. Räknas de 6 avrinningsområdena uppströms in blir den ackumulerade arean 29,05 kvadratkilometer. Hundsjöån som avvattnar avrinningsområdet har biflödesordning 3, vilket innebär att vattnet flödar genom totalt 3 vattendrag innan det når havet efter 254 kilometer. Avrinningsområdet består mestadels av skog (54 procent). Avrinningsområdet har 4,96 kvadratkilometer vattenytor vilket ger det en sjöprocent på 27,8 procent.